# Shanklin-Gletscher (Palmerland)
Der Shanklin-Gletscher ist ein 12 km langer und 3,5 km breiter Gletscher an der Lassiter-Küste des Palmerlands im Süden der Antarktischen Halbinsel. Er fließt vom Farman Highland in den Hutton Mountains in südlicher Richtung zum Keller Inlet.
Das UK Antarctic Place-Names Committee benannte ihn 2020 nach Jonathan D. Shanklin (* 1953), ab 1977 Meteorologe des British Antarctic Survey, der 1985 gemeinsam mit dem britischen Atmosphärenphysiker Joseph Charles Farman (1930–2013) und dem britischen Geophysiker Brian G. Gardiner (* 1945) an der Entdeckung des antarktischen Ozonlochs beteiligt war.